# Lijst van gestrande dieren in Nederland

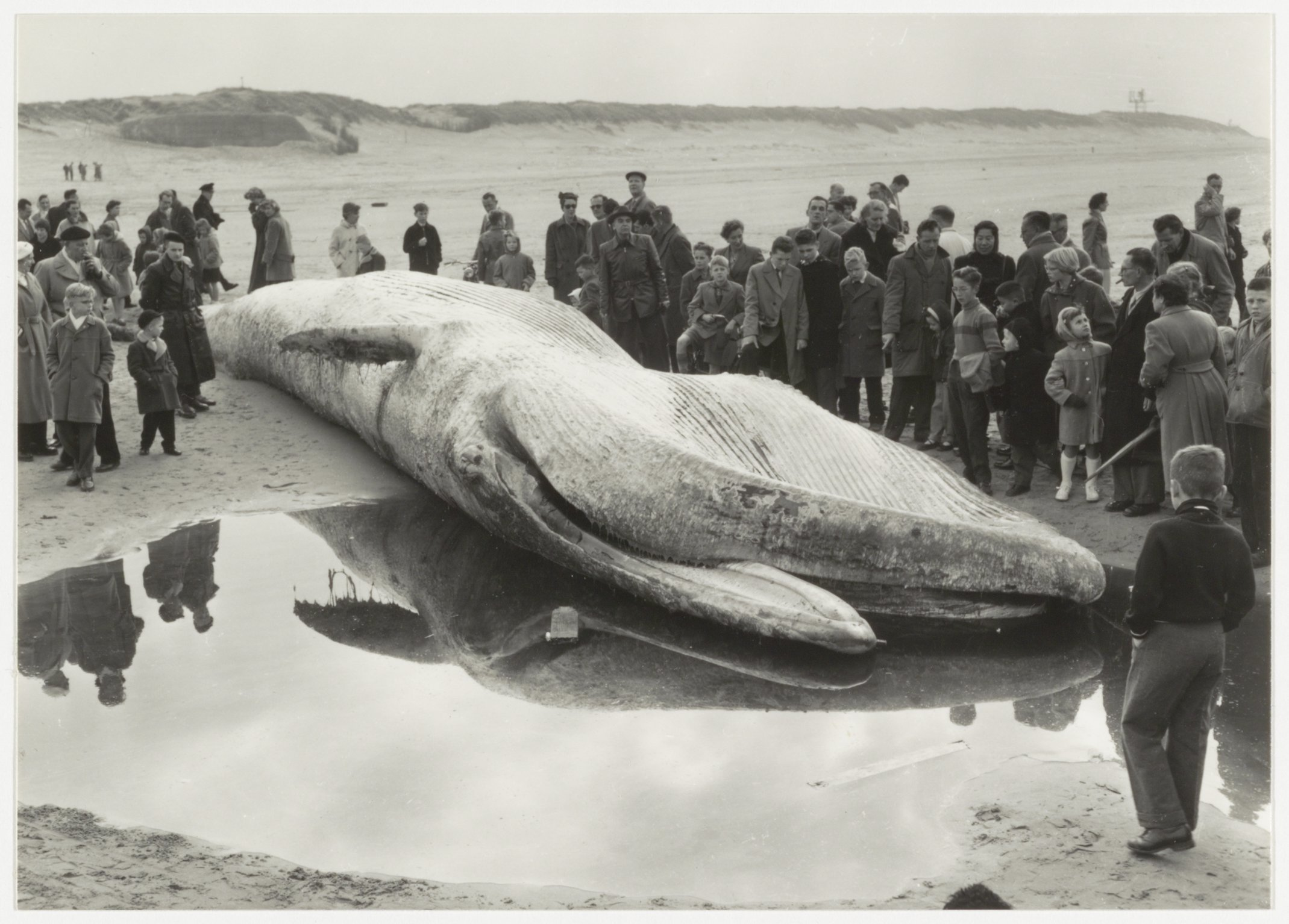
Gestrande Gewone vinvis Balaenoptera physalus in 1956 bij Wijk aan Zee.

Dit is een lijst van in Nederland gestrande dieren.
Deze lijst bevat alle diersoorten waarvan minimaal één stranding in Nederland gedocumenteerd is. Bij elke soort is tussen haakjes het jaartal van de oudst bekende stranding vermeld. De bron van de strandingsinformatie is Stranding.nl, tenzij anders aangegeven.
Dit overzicht is mogelijk incompleet; u kunt helpen door het uit te breiden.

## Walvisachtigen
- Beloega (1919)
- Blauwe vinvis (1594)
- Bruinvis (1826)
- Bultrug (2003)
- Dolfijn van Cuvier (1914)
- Dwergpotvis (1925)
- Dwergvinvis (1862)
- Gestreepte dolfijn (1967)
- Gewone dolfijn (1860)
- Gewone spitssnuitdolfijn (1896)
- Gewone vinvis (1306)
- Gramper (1895)
- Griend (1594)
- Grijze walvis (1879)
- Groenlandse walvis (1926)
- Noordelijke butskop (1584)
- Orka (1783)
- Potvis (1255)
- Snaveldolfijn (1824)
- Spitssnuitdolfijn van Gray (1927)
- Tuimelaar (1754)
- Witsnuitdolfijn (1886)
- Zwarte zwaardwalvis (1935)

## Overigezeezoogdieren
- Baardrob (1988)
- Gewone zeehond (1748)
- Grijze zeehond (1974)
- Klapmuts (1988)
- Ringelrob (1973)
- Walrus (1981)
- Zadelrob (1987)

## Zeeschildpadden
- Kemps zeeschildpad (1954)[2]
- Lederschildpad (1777)[3][4]
- Onechte karetschildpad (1894)[4][5][6][7]
- Soepschildpad (1952)[4][8]

## Vissen
- Blauwe haai (1972)[9][10]
- Gevlekte gladde haai (2005)[11]
- Kathaai (2016)[12]
- Maanvis (1836)[13][14]
- Reuzenhaai (1936)[15]